# Gustav Isernhagen
Gustav Isernhagen (* 20. Januar 1937 in Soltau) ist ein ehemaliger deutscher Politiker (CDU).

## Leben
Nach Besuch der Volksschule in Mittelstendorf und Soltau von 1943 bis 1952 durchlief Isernhagen eine Ausbildung bei der Deutschen Bundespost, bei der er von 1955 bis zu seiner Wahl als Landtagsabgeordneter 1982 arbeitete, seit 1968 als Betriebsleiter des Postamts Wietzendorf.
Ab 1972 war Isernhagen Ratsherr der Gemeinde Wietzendorf, 1973 wurde er Mitglied der CDU; von 1974 bis 2002 war er Bürgermeister. Von 1976 bis 2006 gehörte er dem Kreistag des Landkreises Soltau-Fallingbostel/Heidekreis als stellvertr. Fraktionsvorsitzender, von 1996 bis 2001 als Vorsitzender, an. Von 1997 bis 2007 war I. Aufsichtsratsvorsitzender des Heidekreisklinikums.
Isernhagen wirkte ab 1982 im Kreis-, Landes- und Bundesvorstand des Evangelischen Arbeitskreises der CDU/CSU mit, war von 1988 bis 1999 Landesvorsitzender und von 1995 bis 2007 stellvertr. Bundesvorsitzender, außerdem Beisitzer im Landesvorstand der CDU.
1982 wurde er als Abgeordneter für die CDU in den niedersächsischen Landtag gewählt und war vom 21. Juni 1982 bis zum 20. Juni 1994 Mitglied des Landtags, vom 27. Juni 1990 bis 20. Juni 1994 Vorsitzender des Ausschusses für innere Verwaltung.
Von 1967 bis 1999 war Isernhagen Mitglied des Vorstandes und ab 1973 Vorsitzender des Vereins für die Niedersächsische Lutherische Volkshochschule e. V., Hermannsburg, die er 1959/60 besucht hatte. Ab 2012 war er Vorsitzender des Aufsichtsrates des daraus hervorgegangenen Evangelischen Bildungszentrums Hermannsburg - Heimvolkshochschule - gGmbH.
Von 1973 bis 2006 engagierte Isernhagen sich ferner in den Organen des Evangelisch-lutherischen Missionswerkes Hermannsburg.
In seinem Heimatort hat Isernhagen sich von 1975 bis 2002 als Vorsitzender des DRK und von 1988 bis 2007 als Gründer und Vorsitzender des Heimatvereins Peetshof Wietzendorf e.V. engagiert. In der Zionskirchengemeinde in Soltau, einer Gemeinde der Selbständigen Evangelisch-Lutherischen Kirche, brachte Isernhagen sich von 1952 bis 2007 als Organist und von 1957 bis 1977 als Chorleiter ein.
Von 2008 bis 2015 war Isernhagen Beauftragter des Landkreises Heidekreis für das Forum Plattdüütsch Heidekreis.
Gustav Isernhagen ist verheiratet und hat zwei erwachsene Kinder.

## Ehrungen
- 1981 Ehrenkreuz der Bundeswehr in Gold
- 2002 Ehrenbürgermeister der Gemeinde Wietzendorf
- 2006 Ehrenbürger der Gemeinde Wietzendorf,[3] Ehrenvorsitzender des EAK Niedersachsen, des Heimatverein Peetshof und des DRK Wietzendorf
- 2014 Verdienstorden der Bundesrepublik Deutschland (Bundesverdienstkreuz)
- 2015 Ehrennadel des Landkreises Heidekreis

## Veröffentlichungen
- Hinterm ersten Pfeiler. Wietzendorfer Lebensbilder. 2. Auflage. Eigenverlag, ISBN 978-3-00-027363-6.
- mit Hinrich Eggers (Fotos): Geschichte der Wietzendorfer Höfe. Mundschenk, Soltau 2011, ISBN 3-933802-27-X.
- Erinnern-Gedenken-Mahnen. Gedenkbuch für die Gefallenen der beiden Weltkriege 1914/18 und 1939/45. Heimatverein Peetshof Wietzendorf e. V., 2018, ISBN 978-3-00-059054-2.

## Quelle
- Barbara Simon (Bearb.): Abgeordnete in Niedersachsen 1946–1994. Biographisches Handbuch. Hrsg. vom Präsidenten des Niedersächsischen Landtages. Niedersächsischer Landtag, Hannover 1996, DNB 949017256, S. 180–181.